# 何塞·德赫苏斯·皮缅托·罗德里格斯
何塞·德赫苏斯·皮缅托·羅德里格斯（西班牙語：José de Jesús Pimiento Rodríguez；1919年2月18日—2019年9月3日）是哥倫比亞籍天主教司鐸級樞機及前馬尼薩萊斯總教區總主教。

## 生平
皮缅托·羅德里格斯於1919年2月18日在哥倫比亞東北部桑坦德省的城鎮薩帕托卡出生。他於1941年12月14日在布卡拉曼加總教區晉鐸。
他於1955年8月28日晉牧，並獲教宗若望·保祿二世任命為帕斯托教區輔理主教，領Apollonis領銜教區主教銜。他於1959年至1964年間擔任蒙特里亞教區主教，1964年2月29日改任加爾松教區主教。他於1975年5月22日接任馬尼薩萊斯總教區正權總主教，1996年10月15日榮休及回到堂區出任牧民工作。
教宗方濟各於2015年1月4日的三鐘經祈禱活動結束之際宣佈將他擢升樞機。教宗與他同年2月14日舉行共祭彌撒大典，他獲擢升為司鐸級樞機及領聖亞都山金口聖若望堂區司鐸銜。

## 牧徽

何塞·德赫苏斯·皮缅托·羅德里格斯樞機牧徽